# Cabezo del Plomo
El Cabezo del Plomo es un yacimiento arqueológico situado en la Sierra de las Moreras en el municipio de Mazarrón, dentro de la comarca natural del Bajo Guadalentín en la Región de Murcia, España.
Se trata de un poblamiento fechado hacia finales del Neolítico y principios del periodo Calcolítico, adscrito al complejo de la Cultura arqueológica de Los Millares, cuyo yacimiento epónimo se encuentra en el municipio de Santa Fe de Mondújar en la vecina provincia de Almería, situado a los 169 kilómetros de distancia de este.
El poblado de Cabezo del Plomo, podría ser considerado como la forma de poblamiento compleja y organizada más antigua conservada en la comunidad autónoma de la Región de Murcia hasta el presente.

## Geografía
El yacimiento se encuentra en un cerro amesetado localizado en una de las estribaciones murcianas de la cordillera Penibética llamada Sierra de las Moreras, a una altitud de unos 80 metros sobre el nivel del mar. Se trata de una zona estratégica desde la que se puede divisar gran parte de la costa de Mazarrón y la Rambla de Susana o de las Moreras, así como el complejo lagunar cercano originalmente artificial y ahora naturalizado, que lleva el mismo nombre. Se trata de una zona árida en la actualidad por los escasos índices pluviométricos que se registran, pero con una gran importancia desde el punto de vista ecológico, declarada como paisaje protegido y zona de especial protección para las aves.

## Intervenciones arqueológicas
Las intervenciones sobre el yacimiento se llevarán a cabo entre 1979 y 1985 y se realizarán desde el primer momento por el departamento de arqueología de la Universidad de Murcia, al frente del cual se situaba la doctora Ana María Muñoz Amilibia, precursora de la escuela murciana de Arqueología.
La ugencia por intervenir en Cabezo del Plomo vino de la construcción de la carretera de Bolnuevo que seccionó parte del cerro sobre el que se levanta el yacimiento, allí se encontraban algunas estructuras tumulares que se situaban a las faldas del mismo y que ya en su momento, fueron identificadas como sepulcros circulares megalíticos tipo tholos, que formarían parte del complejo funerario del yacimiento. Sin embargo, se destruyeron con la puesta en explotación de una cantera. En la actualidad se conserva una de ellas que se puso en valor junto con el resto de las estructuras conservadas del poblado.

## Características del yacimiento
Cabezo del Plomo es un poblado fortificado de modestas dimensiones (3.200 m²), que se puede adscribir fácilmente a la tipología de yacimientos de la cultura de los Millares por sus características arquitectónicas, técnicas constructivas y materiales recogidos en las intervenciones. Se ha calculado que pudo albergar entre 70 y 80 individuos y estar activo durante 500 años.
Encontramos dos áreas bien diferenciadas situadas a distinta altura: una zona de hábitat situada en lo alto del cerro y una necrópolis a sus pies.

### Zona de hábitat

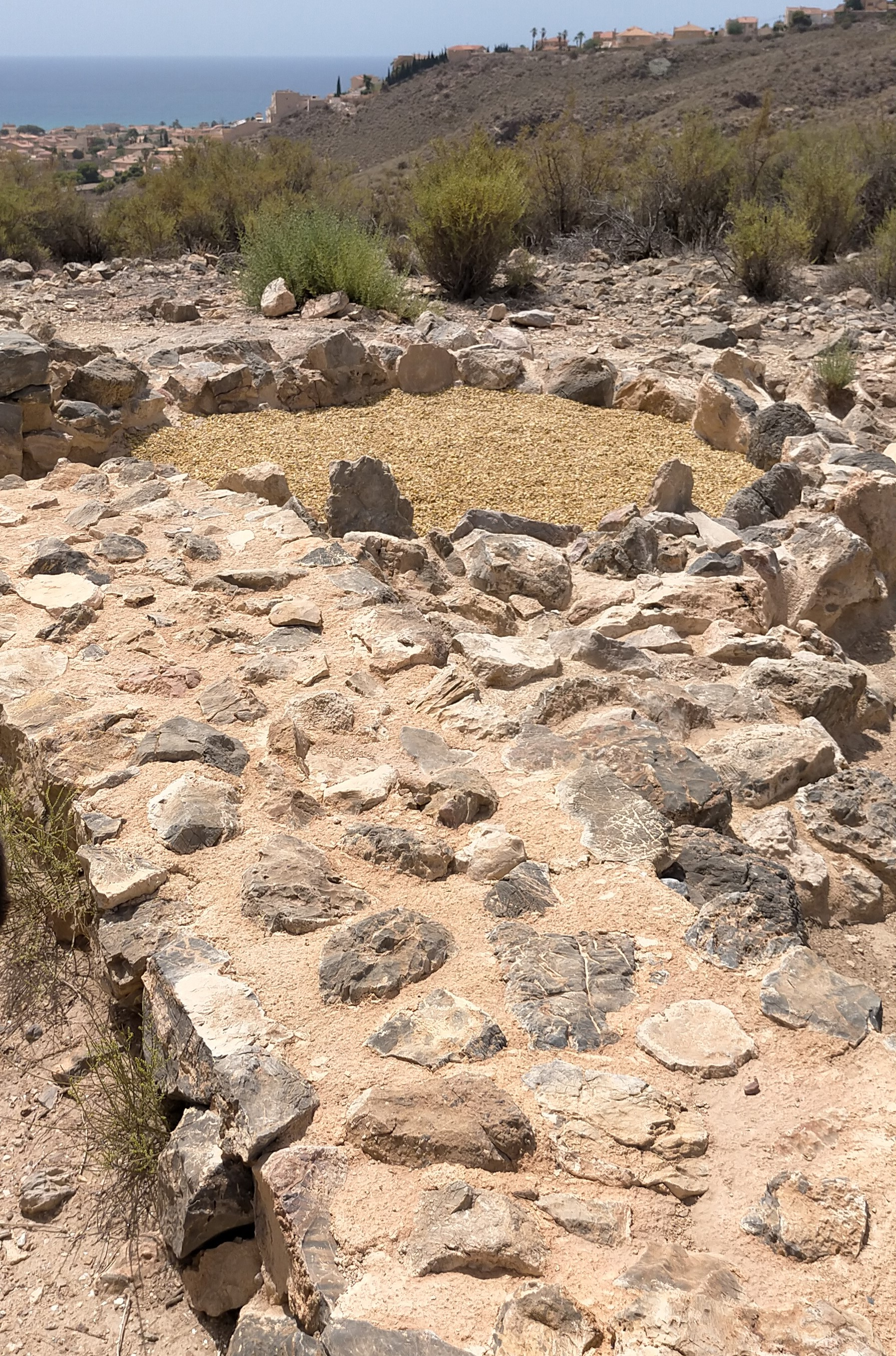
Lienzo oeste de la muralla con uno de sus bastiones semicirculares.

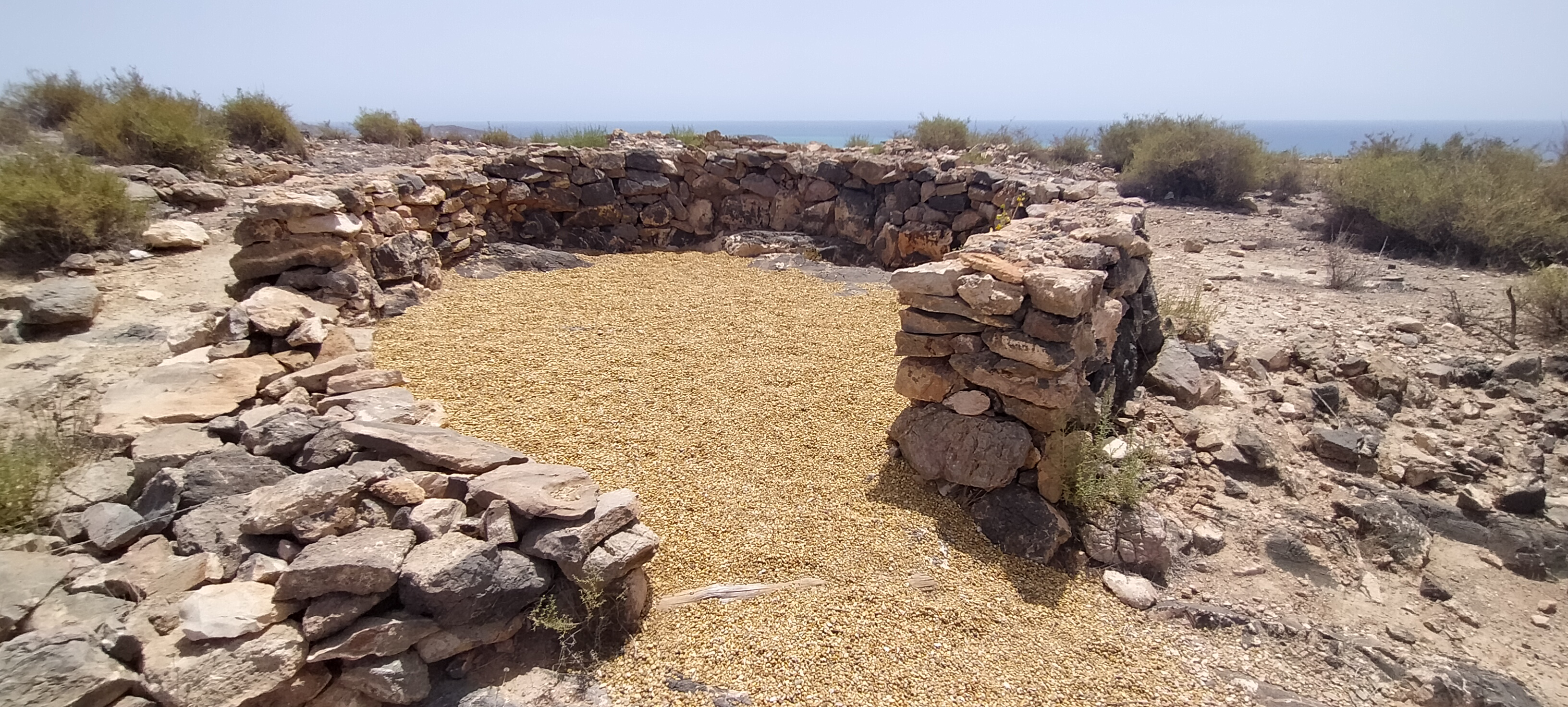
Casa semicircular en zócalo de piedra.

La zona de hábitat del poblado está delimitada por una cerca o muralla delgada con una base conformada por dos hileras de piedras irregulares unidas con barro y rellenadas con piedras de menor tamaño, sobre la que previsiblemente se levantaría un alzado de tapial de aproximadamente metro y medio de altura, que discurre por los flancos sur y oeste. Por su parte, los lados norte y este del poblado no necesitarían fortificarse al dar directamente a un escarpado acantilado que le serviría de defensa natural. La muralla contaba además con bastiones defensivos semicirculares situados a intervalos más o menos regulares, que pudieron estar habitados. La entrada al poblado se ha identificado en el extremo septentrional.
Algunos investigadores han planteado que la pequeña entidad de sus muros, podría adscribirse a que estos cumplían simplemente una función disuasoria o de prestigio, pero no servirían para soportar incursiones enemigas serias.
En el interior del cercado, las intervenciones sacaron a la luz 3 viviendas y se encontraron restos de al menos 11 más, según los investigadores. Todas ellas seguían el modelo de planta circular con zócalo de piedra y alzado de adobe, de factura similar a la muralla y umbrales de entrada de unos 60 cm. Se prevé que la techumbre de las mismas estuviese compuesta por ramas y barro para impermeabilizar en la medida de lo posible el interior.
También se han identificado un par de aberturas que servirían como pozos de una surgencia natural de aguas que abastecería el poblado.

### Necrópolis

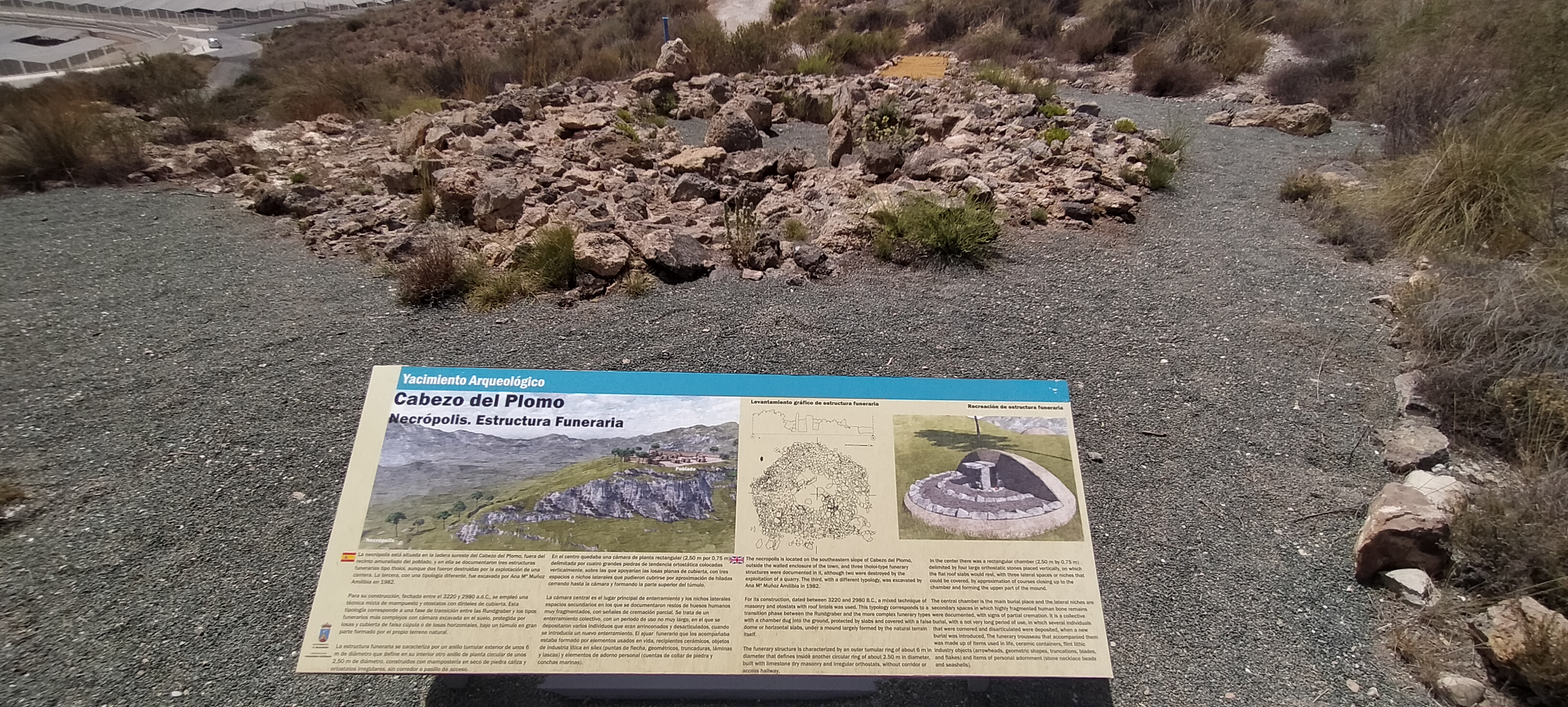
Cámara sepulcral megalítica en tholos conservada a los pies del cerro.

La necrópolis se situaría al sureste del cerro y a los pies del mismo. De las tres estructuras que se pudieron identificar como enterramientos megalíticos, sólo uno de ellos se conserva en la actualidad en el yacimiento y fue estudiado por la doctora Muñoz Amilibia en 1982. Se trata de un túmulo tipo tholos, en cuyo interior albergaba una cámara rectangular de 2,05 x 0,75 m. delimitada por cuatro ortostatos que sonstendrían las losas planas que cubrirían la cámara con tres nichos laterales que probablemente estarían cerrados por aproximación de hiladas.

### Conservación de los restos
El complejo arqueológico de Cabezo del Plomo fue declarado como Bien de Interés Cultural con el fin de proteger sus estructuras, así como acondicionó tras su excavación para que sus restos fuesen visitables por el gran público. Sin embargo, tras años sufrió un proceso de abandono y degradación hasta que en 2021 las autoridades municipales de Mazarrón decidieron intervenir de nuevo. Se creó un grupo multidisciplinar de arqueólogos, técnicos y arquitectos que acometió un proceso de recuperación de las estructuras, adecentamientos de senderos, cartelería, así como se llevó a cabo la reproducción de una de las viviendas como ejemplo de la arquitectura del yacimiento.